# Tar (instrument de corda)
El tar (persa: تار) és un instrument de mànec llarg de la música tradicional persa, de cintura estreta, compartit per moltes cultures i països com Iran, Armènia, Georgia, República d'Azerbaitjan i altres àrees a prop de la regió del Caucasus. La paraula tār significa ‘corda’ en persa. Això ha fet que alguns experts iranians sostinguin que el tar és un instrument comú per a totes les persones iranianes i de la cultura iraniana. Això s'afirma com l'arrel dels noms del persa setar i la guitarra, així com instruments menys estesos com el dutar o el sitar indi. Encara que s'hagi desenvolupat a l'Imperi Persa, no es pot confirmar exactament a quina regió.
El tar és un dels instruments musicals més importants de l'Iran i el Caucasus. La formació, recopilació, edició i herència de les versions més originals i comprensibles del radif està tot basat en el tar. Les tendències generals de música clàssica persa han estat profundament influenciades pels intèrprets del tar.

## Característiques físiques
El tar va aparèixer amb la forma que té ara a mitjan segle xviii a Pèrsia. El cos té forma de vuit, és de fusta buidada de morera, amb una membrana prima de pell d'anyell estesa que cobreix la part superior.
El batedor té de vint-i-cinc a vint-i-vuit trasts de budell ajustables, i hi ha tres ordres de cordes. La seva tessitura és aproximadament de dues octaves i mitja, i es toca amb un plectre de llautó petit.
El mànec llarg i estret té un batedor pla al mateix nivell de la membrana i acaba en un elaborat claviller amb sis clavilles de fusta de diverses mides, afegint-hi un efecte decoratiu. Té tres ordres per a la melodia (cada parell de cordes està afinat a l'uníson: les dues primeres ordres són d'acer, la tercera és de coure entorxat), que estan afinades per quartes (Do, Sol, Do) més una corda afinada una octava més baixa (entorxada amb coure i afinada en Sol) que va per fora del batedor i s'estén al llarg de l'instrument. Cada corda té la seva pròpia clavilla i s'afina independentment.
El tar persa tar solia tenir cinc cordes. La sisena corda la va afegir Darvish Khan. Aquesta corda és la cinquena corda de l'actual tar iranià.

## Musicoteràpia del tar

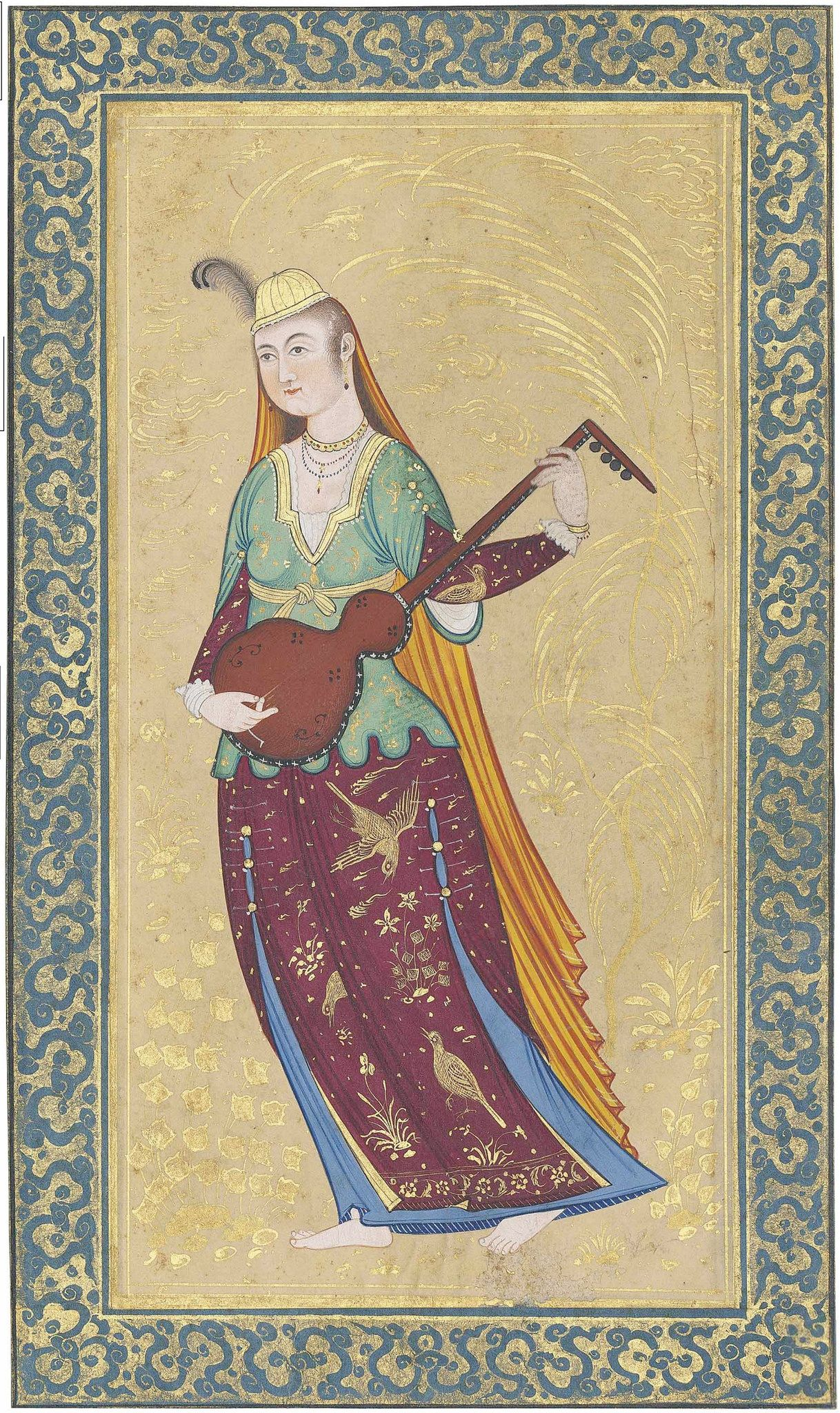
Dona jugant al quitrà, una miniatura de Qajar Iran a l'estil safàvida

Les melodies tocades amb el tar es consideraven útils pel mal de cap, l'insomni i la melancolia, així com per eliminar nervis i espasmes musculars. Es creia que escoltant aquest instrument s'induïa un estat tranquil i filosòfic, obligant l'oient a reflexionar sobre la vida. Les seves melodies solemnes estaven pensades per causar relaxament i inducció a la son de les persones.
L'autor de Qabusnameh (segle xi) recomana que quan se seleccionin els tons musicals (pardeh), es tinguin en compte els temperament de l'oient (vegeu Quatre temperaments). Va suggerir que els tons baixos (bam) eren eficaços per a persones de temperaments sanguinis i flemàtics, mentre que els tons alts (zeer) eren útils pels qui tenien temperaments colèrics o malenconiosos.